# Danilo Komnenović
Danilo Komnenović, bosansko-hercegovski general, * 15. marec 1915, † 5. februar 2001.

## Življenjepis
Pred vojno je končal Vojnoletalsko podčastniško šolo in Vojnoletalsko podčastniško mehanično šolo VKJ. Leta 1941 je vstopil v NOVJ, naslednje leto pa še v KPJ.
Med vojno je bil poveljnik 12. in 13. hercegovske brigade, 3. divizije KNOJ,... Po vojni je bil poveljnik tankovske divizije, načelnik Upravne oklepnih enot JLA, načelnik štaba armade, inšpektor v Glavnemu inšpektoratu JLA,...
Končal je šolanje na VVA JLA.